# 유성화원 (2018년 드라마)
《유성화원》(중국어 간체자: 流星花园, 정체자: 流星花園, 병음: Liú xīng huā yuán 류싱화위안[*], 영어: Meteor Garden 미티올 가덴[*])은 2018년 방영된 중화인민공화국의 드라마이다.

## 소개
- 대만판 '꽃보다 남자'의 리메이크작으로 평범한 가정의 소녀가 최고의 부자들만 입학하는 귀족학교에 들어가 꽃미남 4인방을 만나며 벌어지는 이야기

## 등장인물
- 선웨 : 둥산차이 역
- 왕허디 (Dylan Wang) : 다오밍쓰 역
- 관홍 (Darren Chen) : 화쩌레이 역
- 량징캉 : 펑메이쭤 역
- 우시쩌 : 시먼옌 역